# Dikamak
Dikamak est un village de la commune de Massock-Songloulou; située dans le département de la Sanaga-Maritime et la région du Littoral au Cameroun. Il est situé sur la route qui lie Songmbenguè à Nsapak sur la piste rurale qui part de Nsingmandang.

## Population
En 1967, Dikamak comptait 44 habitants, principalement Bassa.
Lors du recensement de 2005, 47 personnes y ont été dénombrées.